# Австрийски плеуроспермум
Австрийски плеуроспермум (Pleurospermum austriacum) е двугодишно или многогодишно тревисто растение от семейство Сенникови, критично застрашен вид в България, включен в Червената книга на България и в Закона за биологичното разнообразие.

## Описание
Стъблото му е с височина 50 – 150 cm, изправено, набраздено и голо. Листата са сложни и 2 – 3 пъти перестонарязани, триъгълнояйцевидни в очертания си, лъскави и голи. Листните дялове са елиптични и назъбени. Съцветието му представлява сложен сенник (връхният е много по-голям от страничните), с 12 – 20 лъча, в основата е с многобройни, извити надолуплитконаделени листчета. Прицветниците са линейноланцетни. Цветовете му са дребни и бели на цвят. Плодът е сух, около 10 mm дълъг, разпадащ се на 2 дяла. Цъфти през юни – юли и плодоноси през юли – август. Размножава се вегетативно и със семена.

## Разпространение
Расте върху делувиално-ливадни почви край планински реки или отводнителни канали в зоната на буковите гори. Разпространен е в планините на Централна и Източна Европа. Има и едно изолирано находище в Швеция. Има сведения за разпространението му в Западна и Средна Стара планина и Витоша, но е събиран еднократно през 1963 г. в землището на село Продановци в Рила.